# Liste der Biografien/Aub
Liste der Biografien |
Portal Biografien |
Personensuche
# |
A |
B |
C |
D |
E |
F |
G |
H |
I |
J |
K |
L |
M |
N |
O |
P |
Q |
R |
S |
T |
U |
V |
W |
X |
Y |
Z |
?
 
Aa |
Ab |
Ac |
Ad |
Ae |
Af |
Ag |
Ah |
Ai |
Aj |
Ak |
Al |
Am |
An |
Ao |
Ap |
Aq |
Ar |
As |
At |
Au |
Av |
Aw |
Ax |
Ay |
Az
 
Aua |
Aub |
Auc |
Aud |
Aue |
Auf |
Aug |
Auh |
Aui |
Auj |
Auk |
Aul |
Aum |
Aun |
Aup |
Aur |
Aus |
Aut |
Auv |
Auw |
Aux |
Auz
Die Liste der Biografien führt alle Personen auf, die in der deutschsprachigen Wikipedia einen Artikel haben. Dieses ist eine Teilliste mit 198 Einträgen von Personen, deren Namen mit den Buchstaben „Aub“ beginnt.

## Aub
- Aub, Carmen (* 1989), mexikanische Schauspielerin
- Aub, Ernst (1837–1900), deutscher Mediziner und Politiker
- Aub, Hans (1903–1983), deutscher Jurist und Mitglied des Bayerischen Senats
- Aub, Hirsch (1796–1875), deutscher Rabbiner
- Aub, Joseph (1804–1880), deutscher Rabbiner
- Aub, Joseph C. (1890–1973), US-amerikanischer Mediziner
- Aub, Ludwig (1862–1926), deutscher Schriftsteller und Graphologe
- Aub, Max (1903–1972), spanischer Schriftsteller

### Auba
- Aubain, Jean (1928–2015), französischer Komponist und Musikpädagoge
- Äubäkirow, Nurlan (* 1975), kasachischer Politiker
- Äubäkirow, Toqtar (* 1946), kasachischer Militärpilot und Raumfahrer
- Aubame, Jean-Hilaire (1912–1989), gabunischer Politiker
- Aubameyang, Catilina (* 1983), gabunischer Fußballspieler
- Aubameyang, Pierre-Emerick (* 1989), gabunischer FußballspielerPierre-Emerick Aubameyang (* 1989)

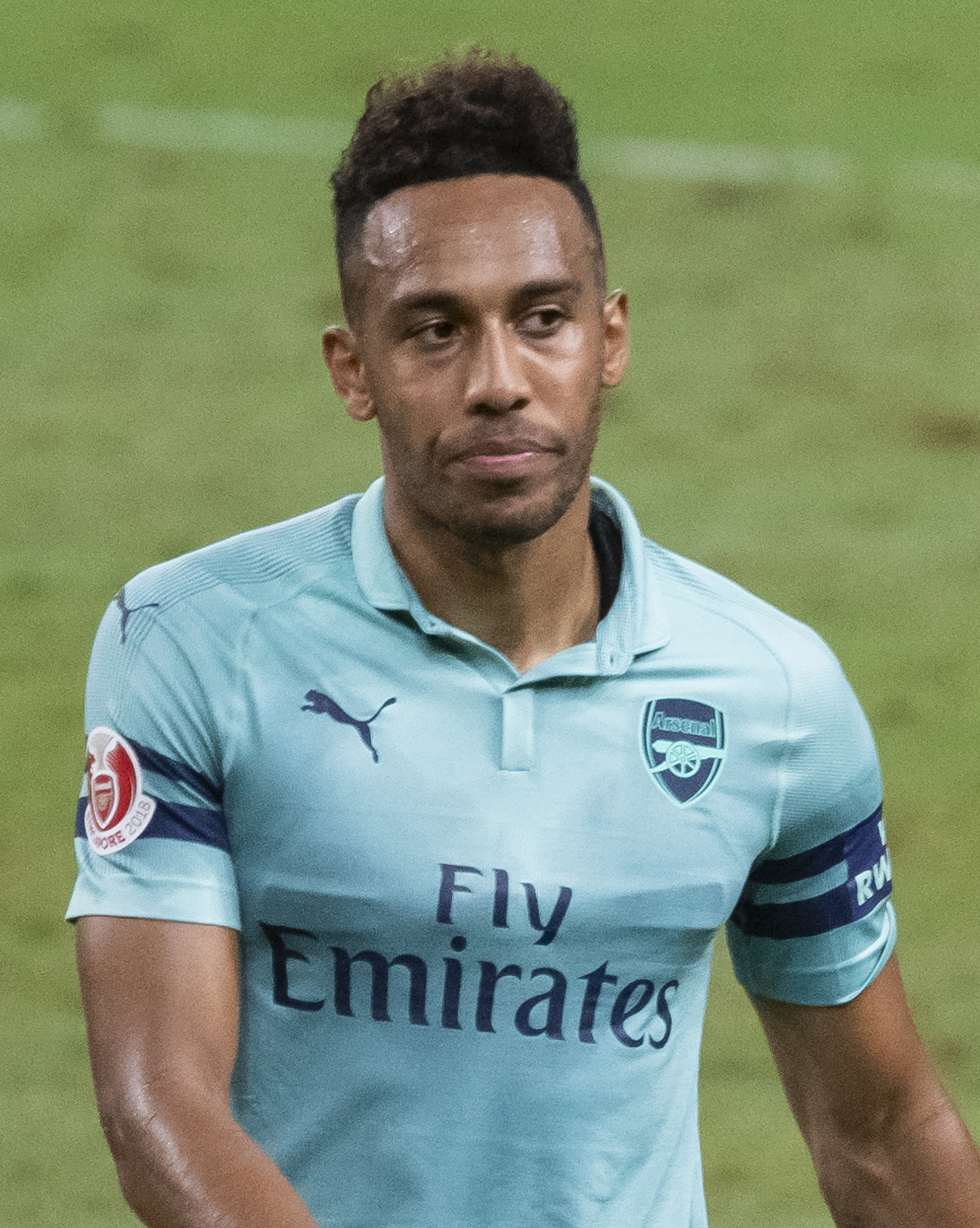
Pierre-Emerick Aubameyang (* 1989)

- Aubameyang, Pierre-François (* 1965), gabunischer Fußballspieler und -trainer
- Aubameyang, Willy (* 1987), gabunischer FußballspielerWilly Aubameyang (* 1987)

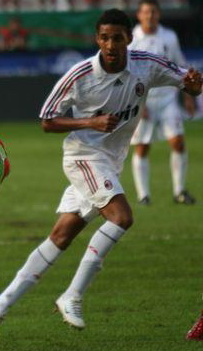
Willy Aubameyang (* 1987)

- Aubanel, Théodore (1829–1886), französischer Dichter und Dramatiker provenzalischer Sprache, Gründungsmitglied des Félibrige
- Aubart, Léontine Pauline (1887–1964), französische Sängerin
- Aubauer, Gertrude (* 1951), österreichische Journalistin und Politikerin (ÖVP), Abgeordnete zum Nationalrat

### Aube
- Aube de Roquemartine, Louis d‘ (1630–1713), französischer Bischof
- Aubé, Charles Nicolas (1802–1869), französischer Entomologe
- Aubé, Georges (1884–1971), französischer General
- Aube, Hyacinthe (1826–1890), französischer Admiral und Gouverneur von Martinique (1879–1881)
- Aubé, Jean-François (* 1973), kanadischer Eishockeyspieler
- Aubé-Kubel, Nicolas (* 1996), kanadischer Eishockeyspieler
- Aubel, Carl (1837–1882), deutscher Ingenieur, Erfinder und Buchdrucker
- Aubel, Edmond van (1864–1941), belgischer Physiker
- Aubel, Hermann (* 1834), deutscher Landschaftsmaler, Illustrator und Reiseschriftsteller
- Aubel, Karl Christian (1796–1882), deutscher Porträtmaler, Akademieprofessor und Galerieinspektor
- Aubel, Peter van (1894–1964), deutscher Volkswirt und Verbandsfunktionär
- Aubele, Federico (* 1974), argentinischer Musiker
- Aubele, Monika (* 1950), deutsche Filmproduzentin
- Aubell, Franz (1878–1954), österreichischer Geodät
- Aubenas, Florence (* 1961), französische Journalistin und Schriftstellerin
- Aubenque, Pierre (1929–2020), französischer Philosophiehistoriker
- Auber, Brigitte (* 1925), französische Schauspielerin
- Auber, Daniel-François-Esprit (1782–1871), französischer Komponist
- Auber, Ludwig (1899–1974), österreichischer Ornithologe
- Auber, Pedro Alejandro (1786–1843), französisch-kubanischer Botaniker und Naturwissenschaftler
- Auberger, Katinka (* 1973), niederländische Schauspielerin
- Auberger, Pidder (1946–2012), deutscher bildender Künstler und Fotograf
- Auberjonois, Fernand (1910–2004), Schweizer Journalist und Schriftsteller
- Auberjonois, Remy (* 1974), US-amerikanischer Schauspieler
- Auberjonois, René (1872–1957), Schweizer Maler
- Auberjonois, René (1940–2019), US-amerikanischer SchauspielerRené Auberjonois (1940–2019)

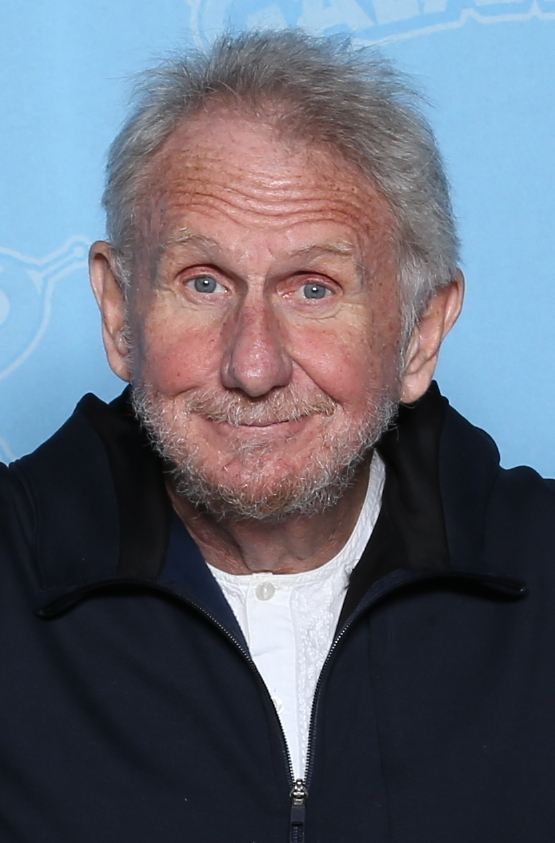
René Auberjonois (1940–2019)

- Auberlen, Bill (* 1968), US-amerikanischer Autorennfahrer
- Auberlen, Georg Daniel (1728–1784), deutscher Musiker und Komponist
- Auberlen, Karl August (1824–1864), deutscher evangelischer Theologe
- Auberlen, Nikolaus Ferdinand (1755–1828), württembergischer Musiker und Komponist
- Auberlen, Richard (* 1897), deutscher Straßenbauingenieur
- Auberlen, Samuel Gottlob (1758–1829), württembergischer Musiker und Liedkomponist
- Auberlen, Wilhelm (1860–1948), deutscher Genremaler und Bildhauer
- Auberlen, Wilhelm Amandus (1798–1874), württembergischer Lehrer, Musiker und Komponist
- Auberson, Jean-Marie (1920–2004), Schweizer Dirigent und Geiger
- Auberson, Pascal (* 1952), Schweizer Sänger, Perkussionist und Pianist
- Aubert de La Chenaye-Desbois, François-Alexandre (1699–1784), französischer Schriftsteller und Kompilator
- Aubert de Versé, Noël (1645–1714), französischer Theologe
- Aubert du Bayet, Jean-Baptiste Annibal (1757–1797), französischer Politiker und General
- Aubert Serracanta, Aleix (* 2005), spanischer Skirennläufer
- Aubert Torrents, Laia (* 1986), spanische Skilangläuferin
- Aubert Torrents, Mariona (* 1983), spanische Biathletin und Skilangläuferin
- Aubert von Avranches († 725), Bischof von Avranches und Gründer der Abtei Mont-Saint-Michel
- Aubert, Alexander (1730–1805), englischer Amateurastronom und Geschäftsmann
- Aubert, Alexandre (* 1979), französischer Biathlet
- Aubert, Alfred (1859–1923), Schweizer Politiker (FDP)
- Aubert, Andreas (1851–1913), norwegischer Kunsthistoriker und Kunstkritiker
- Aubert, Benjamin (* 1997), französischer Squashspieler
- Aubert, Brigitte (* 1956), französische Schriftstellerin
- Aubert, Carmelita (1912–1979), katalanische Sängerin und Schauspielerin
- Aubert, Charles (1848–1915), französischer Konteradmiral
- Aubert, Claude (1925–2000), Schweizer Jazzmusiker und Musikmanager
- Aubert, Franz Michael d’ (1795–1868), deutscher Politiker
- Aubert, Georges Eleosippe (1871–1933), französischer Missionar
- Aubert, Hermann (1826–1892), deutscher Physiologe und mehrmaliger Rektor der Universität Rostock
- Aubert, Jacques (1689–1753), französischer Violinist und Komponist
- Aubert, Jacques (1916–1995), Schweizer Entomologe
- Aubert, Jean-François (* 1931), Schweizer Staatsrechtler und Politiker
- Aubert, Jean-Jacques (* 1958), Schweizer Althistoriker
- Aubert, Jean-Louis (1731–1814), französischer Geistlicher und Fabeldichter
- Aubert, Jean-Louis (* 1955), französischer Sänger und KomponistJean-Louis Aubert (* 1955)

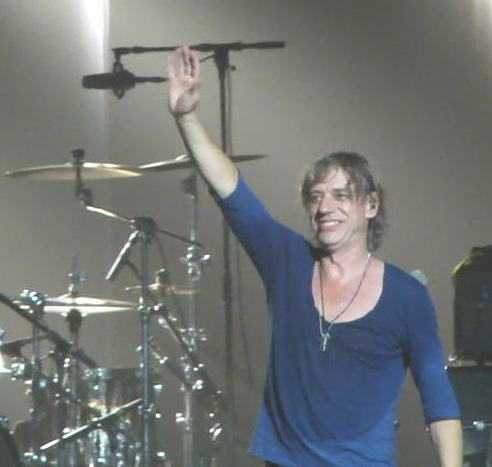
Jean-Louis Aubert (* 1955)

- Aubert, Jeanne (1900–1988), französische Sängerin und Schauspielerin
- Aubert, Johnny (1889–1954), Schweizer Pianist
- Aubert, Johnny (* 1980), französischer Enduro- und Motocrossfahrer
- Aubert, Joseph (1849–1924), französischer Maler
- Aubert, Josiane (* 1949), Schweizer Politikerin (SP)
- Aubert, Julien (* 1978), französischer Politiker, Mitglied der Nationalversammlung
- Aubert, Karen Denise (* 1978), US-amerikanische Schauspielerin und ein Model
- Aubert, Lenore (1913–1993), US-amerikanische Schauspielerin
- Aubert, Louis (1856–1936), Schweizer evangelischer Geistlicher und Hochschullehrer
- Aubert, Louis (1877–1968), französischer Komponist
- Aubert, Marc (1912–1939), französischer Marineoffizier und Spion für Nazideutschland
- Aubert, Marcel (1884–1962), französischer Historiker und Kunsthistoriker
- Aubert, Marie (* 1979), norwegische Schriftstellerin
- Aubert, Marie-Hélène (* 1955), französische Politikerin (Les Verts); Mitglied der Nationalversammlung, MdEP
- Aubert, Pierre (1927–2016), Schweizer PolitikerPierre Aubert (1927–2016)

Pierre Aubert (1927–2016)

- Aubert, Raphaël (* 1953), Schweizer Journalist und Schriftsteller
- Aubert, Roger (1914–2009), belgischer Theologe, Kirchenhistoriker und katholischer Priester
- Aubert, Sandrine (* 1982), französische Skirennläuferin
- Aubert, Simone (* 1981), Schweizer Rock- und Improvisationsmusikerin (Schlagzeug, weitere Instrumente, Komposition)
- Aubert, Suzanne (1835–1926), französische römisch-katholische Nonne und Ordensgründerin, die in Neuseeland wirkte
- Aubert, Théodore (1878–1963), Schweizer Politiker (LPS)
- Aubert, Vilhelm (1922–1988), norwegischer Soziologe
- Aubert, Yves Émile (1892–1976), französischer Seeoffizier (Contre-amiral)
- Aubertin, Bernard (1934–2015), französischer bildender Künstler
- Aubertin, Bernard (* 1952), französischer Orgelbauer
- Aubertin, Bernard-Nicolas Jean-Marie (* 1944), französischer Ordensgeistlicher, emeritierter römisch-katholischer Erzbischof von Tours
- Aubery de Vastan, Claude (1664–1738), französischer Marineoffizier und Ritter des Malteserordens
- Aubery du Maurier, Benjamin (1566–1636), französischer Botschafter in den Niederlanden
- Aubeterre, Antoinette d’ († 1580), französische Adlige und Förderin des Protestantismus in der Bretagne
- Aubey, Lucien (* 1984), kongolesisch-französischer Fußballspieler
- Aubey, Serge (* 1953), französischer Radrennfahrer

### Aubi
- Aubier, Dominique (1922–2014), französische Schriftstellerin
- Aubigné, Françoise d’ (1635–1719), Mätresse und später heimliche Ehefrau Ludwigs XIV.Françoise d’Aubigné, marquise de Maintenon (1635–1719)

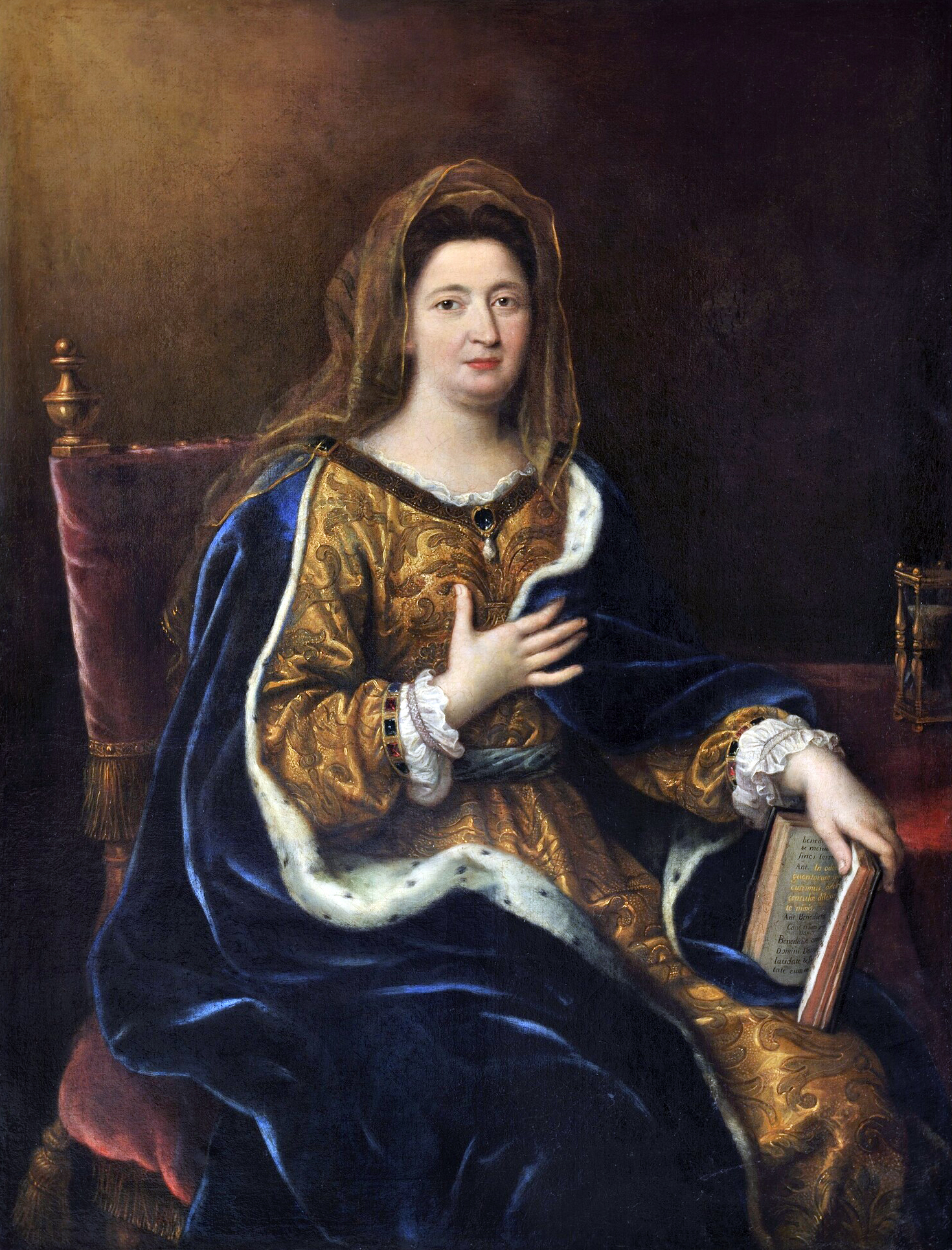
Françoise d’Aubigné, marquise de Maintenon (1635–1719)

- Aubigné, Théodore Agrippa d’ (1552–1630), französischer Staatsmann und Militär
- Aubignosc, Louis-Philibert Brun d’ (1774–1847), französischer Offizier, Intendant in Lauenburg, Direktor der ehemals Kurhannoverschen Staatsdomänen
- Aubigny von Engelbrunner, Nina d’ (1770–1847), deutsche Sängerin, Musikpädagogin und Schriftstellerin
- Aubin, Bernhard (1913–2005), deutscher Rechtswissenschaftler
- Aubin, Brent (* 1986), kanadischer Eishockeyspieler
- Aubin, Francine (1938–2016), französische Komponistin, Dirigentin, Lehrerin und Malerin
- Aubin, Gustav (1881–1938), deutsch-österreichischer Nationalökonom und Wirtschaftshistoriker
- Aubin, Hermann (1885–1969), deutsch-österreichischer Historiker, Wissenschaftsorganisator und Geschichtspolitiker
- Aubin, Jean-Pierre (* 1939), französischer Mathematiker
- Aubin, Jean-Sébastien (* 1977), kanadischer Eishockeytorwart
- Aubin, Maria (1847–1920), Schriftstellerin
- Aubin, Nicolas (* 1655), französischer protestantischer Pastor und Marineschriftsteller
- Aubin, Norm (* 1960), kanadischer Eishockeyspieler
- Aubin, Serge (* 1975), kanadischer Eishockeyspieler und -trainer
- Aubin, Thierry (1942–2009), französischer Mathematiker
- Aubin, Tony (1907–1981), französischer Komponist und Dirigent

### Aubl
- Aublet, Albert (1851–1938), französischer Akt- und Genremaler sowie Maler des Orientalismus
- Aublet, Jean Baptiste Christophe Fusée (1720–1778), französischer Botaniker
- Aubleux, Anton von (1722–1800), österreichischer Offizier

### Aubo
- Auböck, Carl (1900–1957), österreichischer Designer
- Auböck, Carl (1924–1993), österreichischer Industriedesigner und Architekt
- Auböck, Felix (* 1996), österreichischer SchwimmerFelix Auböck (* 1996)

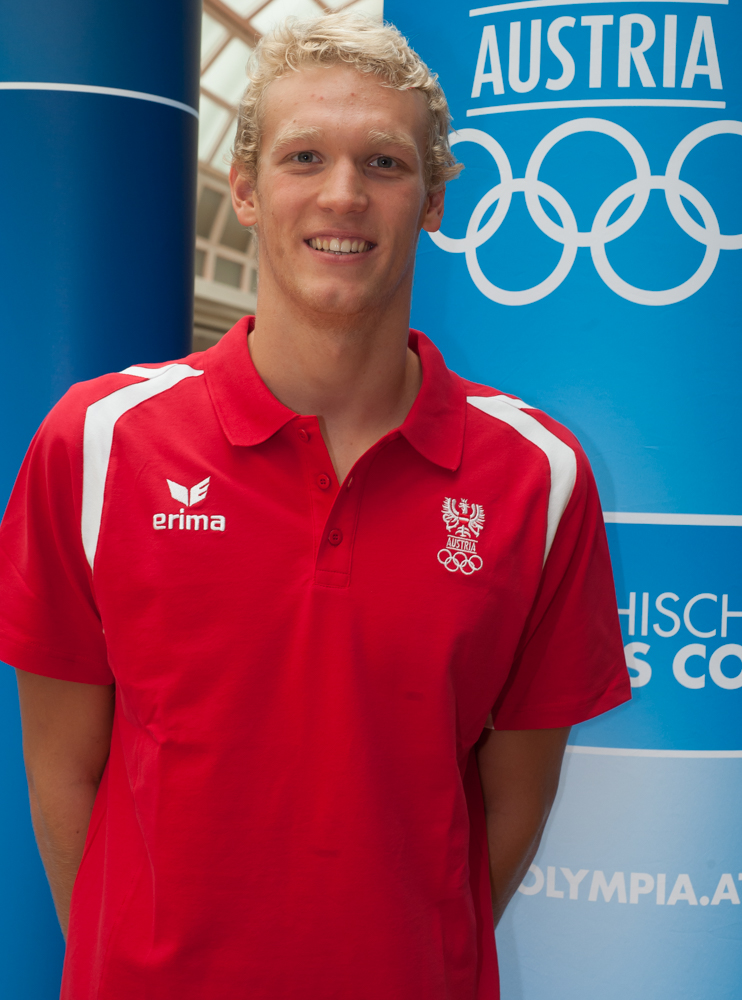
Felix Auböck (* 1996)

- Auböck, Maria (* 1951), österreichische Architektin
- Auboin, Roger (1891–1974), französischer Ökonom und Bankfachmann
- Aubouin, Jean (1928–2020), französischer Geologe und Ozeanograph
- Aubour, Marcel (* 1940), französischer Fußballspieler
- Auboyer, Jeannine (1912–1990), französische Kuratorin des Museé Guimet

### Aubp
- Aubpatum Thamthae (* 1996), thailändischer Fußballspieler

### Aubr
- Aubrac, Lucie (1912–2007), französische WiderstandskämpferinLucie Aubrac (1912–2007)

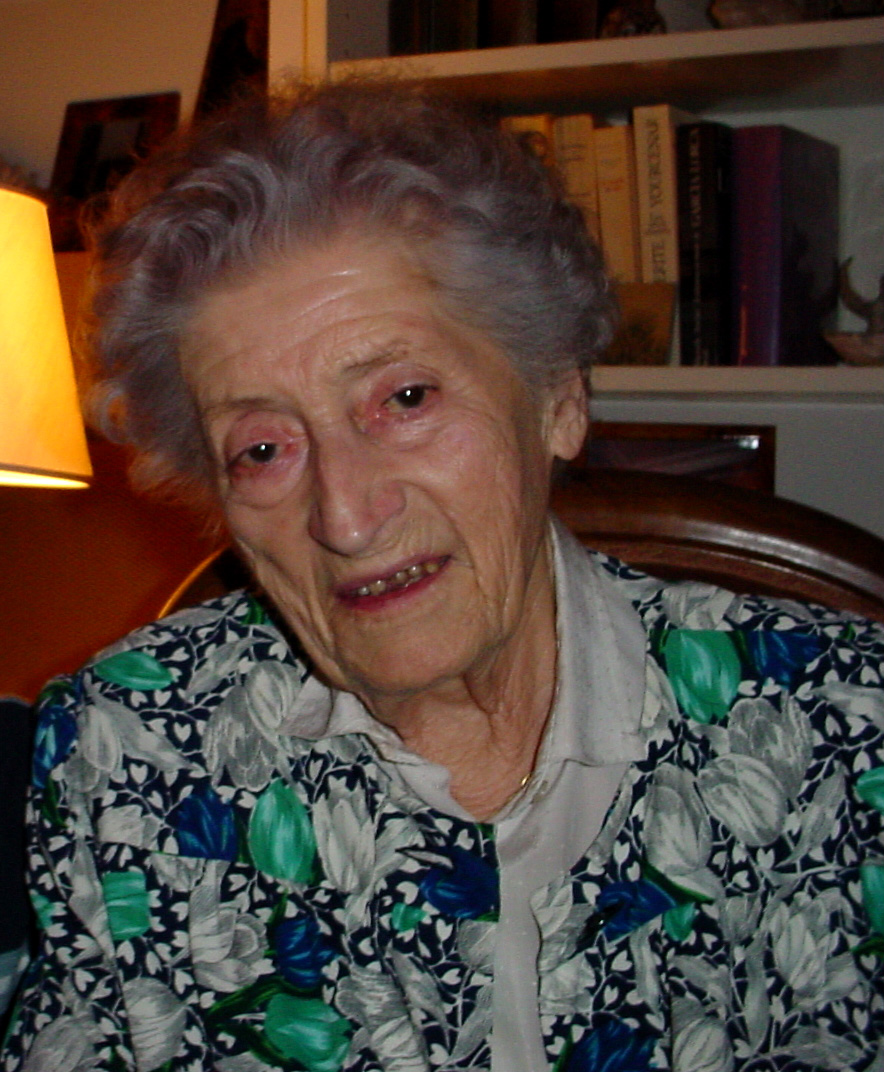
Lucie Aubrac (1912–2007)

- Aubrac, Raymond (1914–2012), französischer Widerstandskämpfer, Mitglied der Résistance
- Aubrecht, Gerhard (* 1953), österreichischer Zoologe, Ornithologe und Museums-Zoologe im Ruhestand
- Aubret, Isabelle (* 1938), französische Sängerin
- Aubréville, André (1897–1982), französischer Botaniker
- Aubrey, James (1947–2010), britischer Schauspieler
- Aubrey, John (1626–1697), britischer Altertumsforscher und Autor
- Aubrey, Juliet (* 1966), britische Schauspielerin
- Aubrey, Matthew (* 1997), australischer Volleyballspieler
- Aubrey, Rex (1935–2021), australischer Schwimmer
- Aubrey, William († 1595), walisischer Jurist und Politiker
- Aubrey-Fletcher, Mary, 8. Baroness Braye (* 1941), britische Peeress und Politikerin (parteilos)
- Aubri de Coucy, Seigneur de Coucy, Earl of Northumbria
- Aubriet, Claude (1665–1742), französischer Naturmaler und Botaniker
- Aubriet, Jean-Claude (* 1933), französischer Autorennfahrer
- Aubriot, Hugues, französischer Jurist und Vogt
- Aubriot, Juan († 1930), uruguayischer Architekt
- Aubron, Joëlle (1959–2006), französische Terroristin
- Aubrun, Charles Vincent (1906–1993), französischer Romanist und Hispanist
- Aubry, Graf von Gâtinais
- Aubry de La Boucharderie, Claude Charles (1773–1813), französischer General der Artillerie
- Aubry de Montmorency, Connétable von Frankreich
- Aubry I., Graf von Mâcon
- Aubry II., Graf von Mâcon und Burgund
- Aubry, Blanche (1921–1986), Schweizer Kammerschauspielerin
- Aubry, Cécile (1928–2010), französische Schauspielerin, Kinderbuchautorin und FernsehregisseurinCécile Aubry (1928–2010)

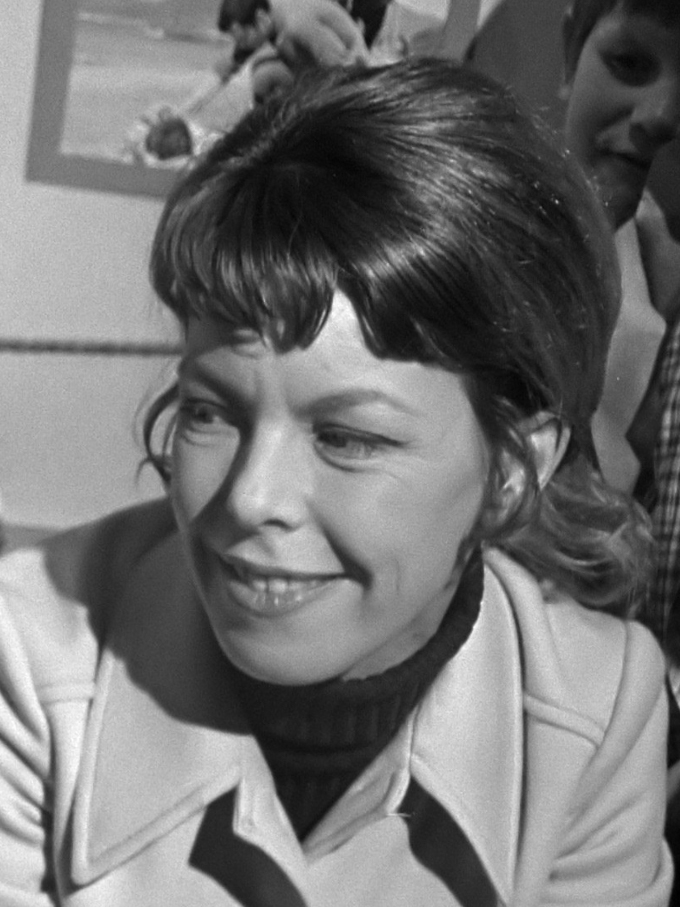
Cécile Aubry (1928–2010)

- Aubry, Clare (* 1990), US-amerikanische Basketballschiedsrichterin
- Aubry, David (* 1996), französischer Schwimmer
- Aubry, Émilie (* 1975), französische Rundfunk-Journalistin und Moderatorin
- Aubry, Emilie (* 1989), Schweizer Radrennfahrerin
- Aubry, Émilie (* 1990), Schweizer Snowboarderin
- Aubry, Étienne (1745–1781), französischer Maler
- Aubry, Gabriel (* 1998), französischer Automobilrennfahrer
- Aubry, Geneviève (* 1928), Schweizer Politikerin (FDP)
- Aubry, Gilbert (* 1942), französischer Geistlicher, römisch-katholischer Bischof von Saint-Denis-de-La Réunion
- Aubry, Gwenaëlle (* 1971), französische Philosophin und Schriftstellerin
- Aubry, Henri (1922–2012), französischer Radrennfahrer und Weltmeister im Radsport
- Aubry, Louis-Marc (* 1991), deutsch-kanadischer EishockeyspielerLouis-Marc Aubry (* 1991)

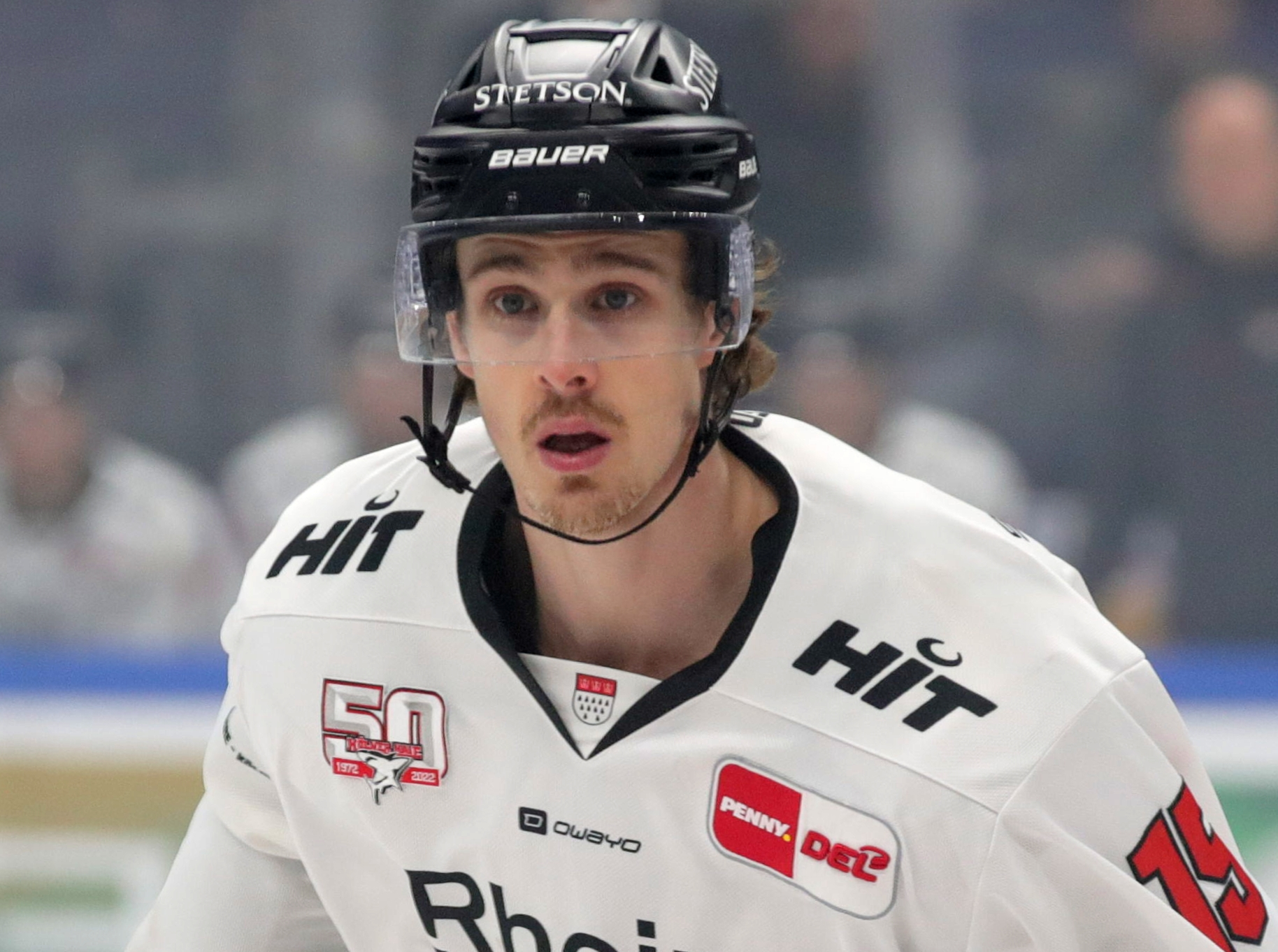
Louis-Marc Aubry (* 1991)

- Aubry, Manon (* 1989), französische Politikerin (Parti de Gauche)
- Aubry, Martine (* 1950), französische Politikerin und Bürgermeisterin von Lille
- Aubry, Octave (1881–1946), französischer Historiker und Schriftsteller
- Aubry, Pierre-Ignace (1796–1878), Schweizer Politiker, Regierungsrat Bern
- Aubry, René (* 1956), französischer KomponistRené Aubry (* 1956)

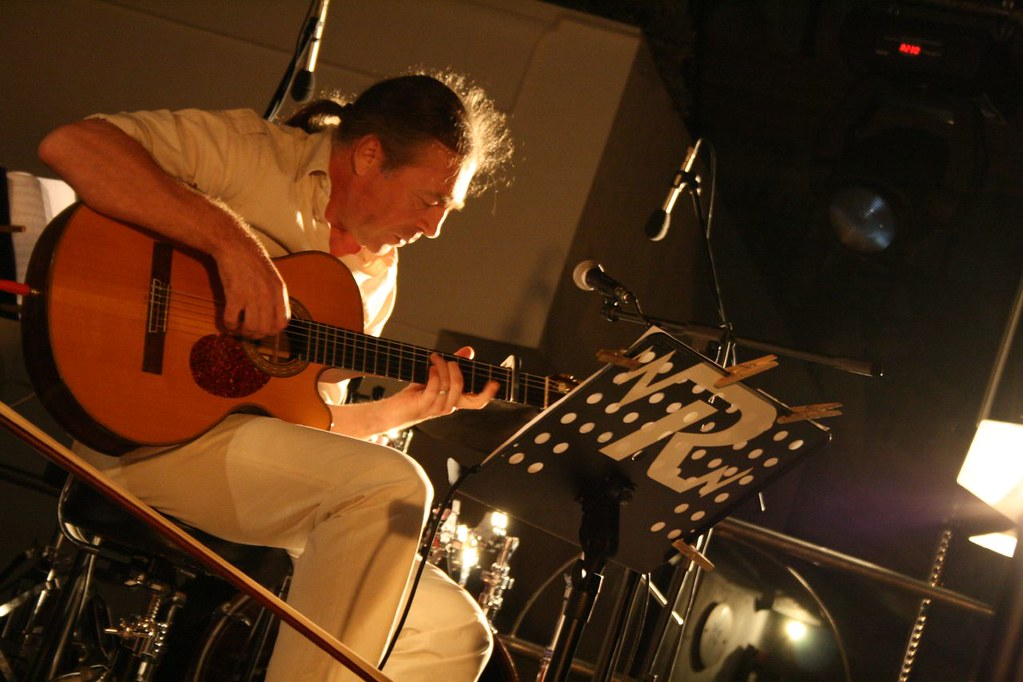
René Aubry (* 1956)

- Aubry, Roger-Émile (1923–2010), Schweizer Ordensgeistlicher, Missionar und Titularbischof

### Aubu
- Aubuchon, Jacques (1924–1991), US-amerikanischer Schauspieler
- Aubuisson de Voisins, Jean François d’ († 1841), französischer Ingenieur und Geologe
- Auburger, Leopold (* 1941), deutscher Sprachwissenschaftler (Slawist, Kroatist)
- Auburn (* 1988), US-amerikanische R&B-Sängerin
- Auburn, David (* 1969), US-amerikanischer Dramatiker, Drehbuchautor und Regisseur
- Auburtin, Jean Francis (1866–1930), französischer Maler
- Auburtin, Victor (1870–1928), deutscher Journalist und Schriftsteller
- Aubusson de La Feuillade, François d’ (1631–1691), französischer Adliger und Militär, Gouverneur der Dauphiné, Marschall von Frankreich
- Aubusson de La Feuillade, Georges d’ (1609–1697), französischer Geistlicher, Bischof von Metz und Erzbischof von Embrun
- Aubusson, Louis d’ (1673–1725), französischer Militär, Marschall von Frankreich
- Aubusson, Pierre d’ (1423–1503), französischer Großmeister des Johanniterordens
- Aubut, Françoise (1922–1984), kanadische Organistin und Musikpädagogin

### Auby
- Aubynn, Jeffrey (* 1977), schwedischer Fußballspieler